# Sistema de Satélites de Dados

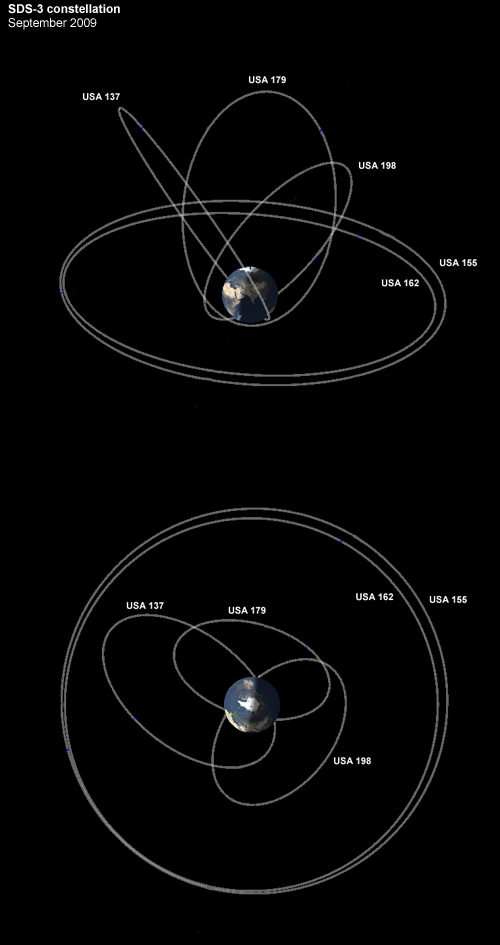
A configuração atual da "constelação" SDS-3, consistindo de três satélites em órbita Molniya e dois em órbita geoestacionária

Sistema de Satélites de Dados (SDS) é a designação de um sistema de satélites de comunicação das Forças Armadas dos Estados Unidos. Ao menos três gerações foram usadas: a SDS-1 de 1976 a 1987; a SDS-2 de 1989 a 1996 e a SDS-3 de 1998 ao presente. Acredita-se que esses satélites eram conhecidos pelo codinome: Quasar. A primeira geração foi chamada simplesmente de "SDS", a segunda foi chamada de "Quasar" e na terceira, cada satélite recebeu sua própria designação.